# Prezervativ

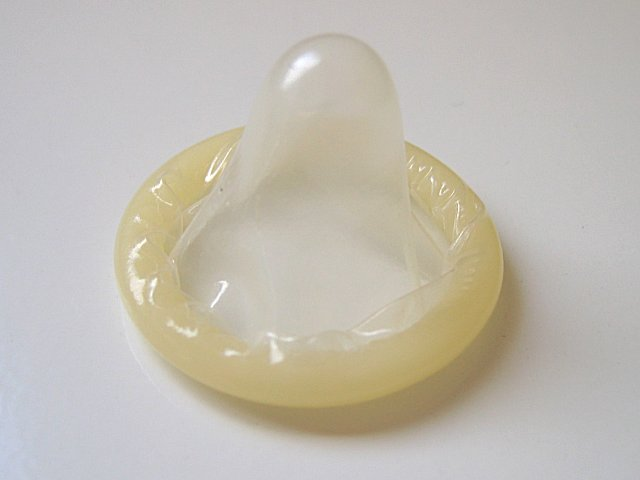
Prezervativul rulat

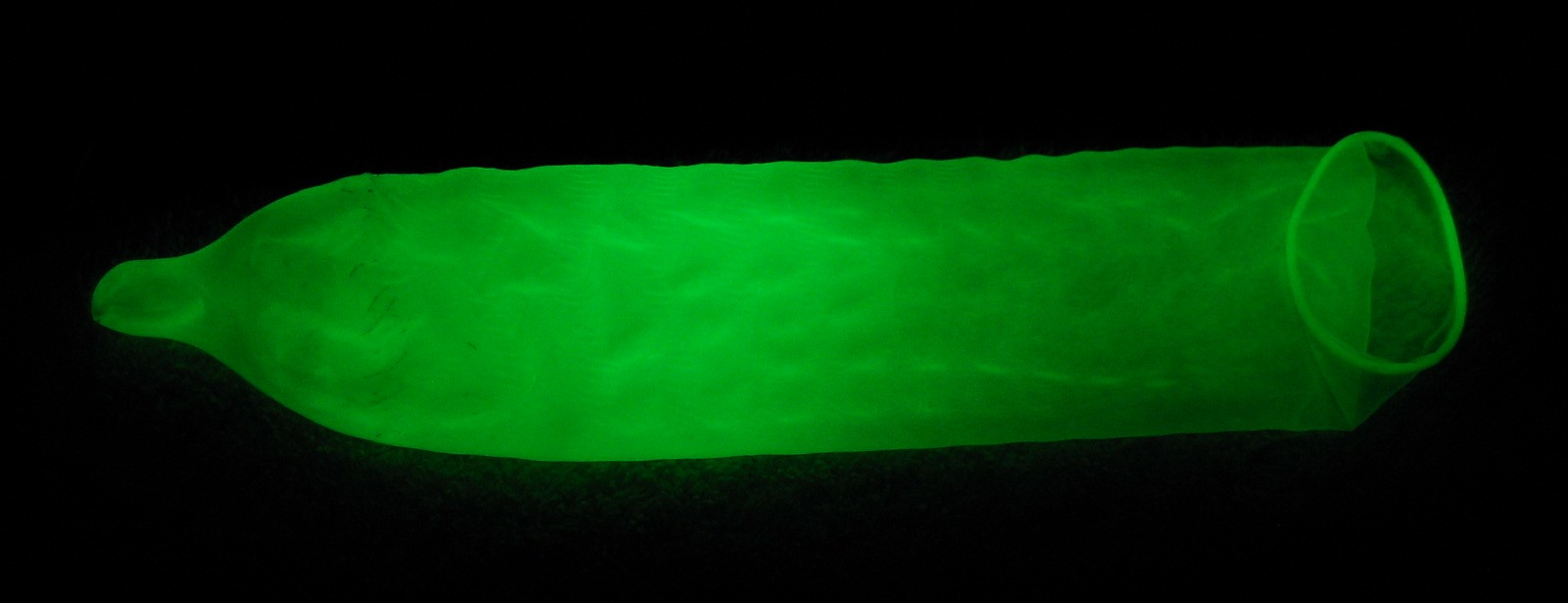
Prezervativ desfăcut

Un prezervativ este o metodă de contracepție de tip barieră pentru bărbați (deși există și prezervative pentru femei). Este îmbrăcat pe penisul bărbatului pentru a împiedica pătrunderea spermei în corpul partenerului sexual. De cele mai multe ori este confecționat din latex. Datorită faptului că este elastic și rezistent, el are o serie de aplicații secundare. Prezervativele confecționate din alte materiale, în special din intestine de animale, au fost folosite încă din epoca antică.
Numărul utilizatorilor de prezervative la nivel mondial se ridică la aproximativ 750 de milioane în fiecare an, în timp ce producția totală însumează 15 miliarde de unități.